# Three Songs
Three Songs es el EP debut de la banda neozelandesa Tall Dwarfs, lanzado en 1981 por la discográfica Flying Nun Records. Es el primer trabajo y EP de la banda.
El EP fue incluido en el álbum recopilatorio Hello Cruel World (1987) de la banda.

## Lista de canciones
1. "Nothing's Going to Happen"
2. "Luck or Loveliness"
3. "All My Hollowness to You"

## Recepción de la crítica
Patrick Foster de AllMusic lo llamó «un mix de genialidad melódica casera, grabación lo-fi con alma, letras creadas desde el corazón de un loco amante de la vida y una canasta llena de sonidos sin explicación que solo ocurren en medio de la noche cuando estas solo en tu casa».